# Yikui Chaochen
Yikui Chaochen (一揆超琛; ur. 1625, zm. 1679) – chińska mistrzyni chan szkoły linji.

## Życiorys

### Świeckie lata
Pochodziła z Pinghu w prefekturze Jiaxing z rodziny Sun. Urodziła się 1 dnia 6 miesiąca 1625 r. Pochodziła bardzo wpływowej rodziny. Jej dziadek – Sun Zhi (pośmiertne imię Jianxiao), zm. 1586 – piastował szereg wysokich urzędów, m.in. był ministrem sprawiedliwości i ministrem pracy. Jej ojciec – Sun Maoshi – był wysokim urzędnikiem w Radzie Dyrektorów Edukacji. Po upadku dynastii Mingów udał się na emeryturę i żył ze swoją rodziną.
Yikui miała liczne rodzeństwo Jeden z jej braci – Sun Zhongrui (znany jako Sun Zilin) – wykazywał wielkie zainteresowanie „trzema naukami” (chiń. sanjiao – konfucjanizmem, taoizmem i buddyzmem) i odegrał ważną rolę w życiu Yikui, która była najmłodszą z trzech sióstr.
Była utalentowana zwłaszcza w dziedzinie kaligrafii i malarstwa. Jednak nic nie wiadomo, czy już w dzieciństwie wykazywała jakieś zainteresowanie buddyzmem. Z jej dotychczasowego życia wynikało raczej, że przyszłość swoją widziała jako żona i matka. Męża wyobrażała sobie jako młodego, przystojnego intelektualistę czy uczonego.
Została żoną obiecującego Shenga Zida i najwyraźniej była szczęśliwa, gdyż stopniowo wypełniała wszystkie wymagane od dobrej żony cechy. Szanowała teściów i przyjaźnie traktowała rodzeństwo męża. Jednak jej mąż w tych niespokojnych czasach zachorował i zmarł z końcem jesieni 1647 r. Przed śmiercią spędzał jednak wiele czasu z mnichem chan szkoły linji – Linquanem Jihui, który był uczniem mistrza chan Poshana Haiminga, spadkobiercy Miyuna Yuanwu. Mnich ów towarzyszył Poshanowi w jego podróży do Jiaxing na pocz. lat 1620. i pozostał w tym rejonie, podczas gdy mistrz powrócił do Syczuanu w 1634 r. Linquan prowadził spokojne życie pustelnika przez ponad 30 lat i zyskał sobie wysoką reputację. Mnich ten, gdy już było wiadomo, że choroba męża Yikui była śmiertelna, nauczał go. Yikui podsłuchiwała te nauki i stopniowo rozbudziła w sobie duchowe potrzeby i dążenia. Motyw zdobywania wykształcenia itp. przez kobiety na drodze podsłuchiwania np. nauczania braci powtarza się w wielu biografiach wybitnych kobiet Chin.

### Początki praktyki chan
Po śmierci męża Yikui odrzuciła wszystkie kosmetyki, jedwabne szaty, została wegetarianką, odosobniła się w pokoju i w pełnej koncentracji śpiewała sutry i recytowała imię Buddy. Na ścianie pokoju napisała Miriady dharm powracają do jednego; ze skupionym umysłem recytowanie imienia Buddy. To zdanie sygnalizuje, że jej praktyka była kombinacją chanu i Czystej Krainy. Pierwsza część zdania napisanego na ścianie pochodziła ze słynnego Koanu Miriady dharm powracają do jednego; zatem gdzie powraca to Jedno? W tym postępowała według nauk mistrza Poshana, który poza „uderzeniami i okrzykami”, nauczał także medytacji huatou. Sam mistrz szczególnie propagował skupione na jednym zogniskowanie na samym „kto?”, które było huatou z Kto recytuje imię Buddy?
Wkrótce Yikui doszła do momentu, w którym potrzebowała dalszych instrukcji, co robić. Zwróciła się do swojego brata Suna Zilina, który prowadził dość ascetyczne życie poświęcone studiom, rozwijaniu swojej duchowości i działalności charytatywnej. W celu pokazania siostrze praktyki, przeprowadził intensywne 7-dniowe odosobnienie medytacyjne. Chociaż jej główną praktyką była medytacja huatou, dołączała do swojej matki (pani Gao) i innych członków rodziny śpiewających sutry. Jednak dewocjonalne praktyki jej nie interesowały; pragnęła bardziej bezpośredniego urzeczywistnienia, a nie lepszego odrodzenia. Zrozumiała, że musi spotkać się z mistrzem chan. Od swojego brata i rodziców słyszała już o mistrzyni chan Qiyuan Xinggang, gdyż odwiedzili oni kilkakrotnie jej klasztor. Kilka wierszy mistrzyni dedykowanych jest bratu i ojcu Yikui. Zilin i Qiyuan odczuwali głęboki wzajemny związek karmiczny i bardzo często się widywali. Zilin pomagał w prowadzeniu klasztoru i towarzyszył jej podczas spacerów.

### Mniszka i mistrzyni chan
Wiosną 1651 r. Yikui i jej matka udały się do klasztoru Fushi niosąc gathę napisaną dla Qiyuan przez Zilina. Mistrzyni poradziła Yikui dalsze kontynuowanie praktyki huatou pod kierunkiem jej brata. W kilka miesięcy później Yikui z matką powróciły do klasztoru i wzięły udział w dwóch 7-dniowych odosobnieniach medytacyjnych. Pod ich koniec Yikui osiągnął swoje pierwsze przebudzenie.
Krótko po tym wydarzeniu Yikui rozdała całe swoje mienie i przyjęła pełną mnisią ordynację u mistrzyni Qiyuan. W klasztorze jej rozwój przebiegł tak błyskawicznie, że w 2 lata później otrzymała od mistrzyni przekaz Dharmy. Przez jakiś krótki czas pozostała w klasztorze, a potem powróciła do rodziny. W kilka lat później zmarła jej matka, a w 3 miesiące po niej – sama mistrzyni Qiyuan. Ta podwójna strata zdopingowała ją do odnowienia pełnej praktyki chan. Klasztor Fushi przejęła jej starsza dharmiczna siostra – Yigong Chaoke, a Yikui (przy pomocy brata), wybudowała pustelnię Cantong; napis wykonał sam mistrz Hongjue.
Pod koniec 1661 r. zmarł ojciec Yikui. Mistrzyni niemająca już więcej zobowiązań rodzinnych, całkowicie – jak sama napisała – oddała się praktykowaniu chanu.
Wkrótce Yikui zamieniła pustelnię (chiń. an) na klasztor, jednak pozostał on dalej małym i praktykowało w nim kilka mniszek. Przez ten okres Yikui w dalszym ciągu poszukiwała wskazówek w jej duchowym rozwoju i radziła się innych wybitnych mistrzów tego czasu, jak np. Muchen Daomin. Utrzymywała także bliskie kontakty – nieraz przyjacielskie – z intelektualistami, literatami (poetka Shen Hui znana jako Lanfang, poetka i kaligrafka Gui Shufen znana jako Jiying), mnichami, mniszkami (opatka Dongyun) i świeckimi wyznawcami. W szczególnie bliskich kontaktak była z jej „dharmiczną ciotką” – mistrzynią chan Weiji Xingzhi (zm. 1672), spadkobierczynią Dharmy mistrza Shiqiego Tongyuna (1594–1663). W 1670 r. Yikui została zaproszona do prowadzenia odosobnienia medytacyjnego w klasztorze Weiji – Xingsheng (Bohaterskiego Mędrca).
Po śmierci mistrzyń i jej „sióstr dharmicznych” Yichuan Chaolang i Yigong Chaoke, Yikui została wezwana do poprowadzenia klasztoru Fushi. Jednak mistrzyni pragnęła dokończyć tylko rozpoczęte przez jej poprzedniczki prace, jak np. budowę stupy mistrzyni Qiyuan. To, że przyjęła stanowisko opatki klasztoru tylko na krótki czas, wyraziła w swojej pierwszej mowie Dharmy, choć równocześnie podkreślała rolę spełniania obowiązków.
6 lat później, w 1668 r., po ukończeniu stup Yiquan i Yigong, mistrzyni Yikui opuściła klasztor Fushi, przekazując jego prowadzenie starszym mniszkom, i powróciła do swojego, znacznie mniejszego i spokojniejszego. Cały następny rok poświęciła na jego rozbudowę. Po jej ukończeniu dawna putelnia stała się tak duża i wspaniała, że w opisie klasztoru Wang Ting napisał w 1677 r. chociaż to był tylko konwent, jego wygląd stwarzał pozory większego klasztoru. Klasztor stał się tak znany, że zaczął przyciągać zarówno świetne uczennice, jak i świeckich donatorów.
Prawdopodobnie Yikui, bardziej od innych spadkobierczyń mistrzyni Qiyuan, potrafiła lepiej utrzymać ducha praktyki swojej nauczycielki. Głębiej od „sióstr w Dharmie” troszczyła się o autentyczność, uczciwość i dyscyplinę praktyki. Równocześnie, oprócz tego, że klasztor stał się celem pielgrzymek mniszek, to służył od schronieniem każdemu, w tych niespokojnych czasach.
Przed swoją śmiercią Yikui stopniowo ograniczała swoje jedzenie, aż ostatecznie tylko piła wodę. Najbliższą osobą był dla niej wtedy jej brat Zilin. Przewidziała dokładnie moment swojej śmierci i zmarła po napisaniu gathy.
Swoją Dharmę przekazała czterem uczennicom.
Pozostawiła po sobie także utwory poetyckie i autobiografię, która posłużyła do zrekonstruowania życia mistrzyni Qiyuan Xinggang dwu innych mistrzyń – sióstr w Dharmie.

## Linia przekazu Dharmy
Pierwsza liczba oznacza pokolenie od Bodhidharmy.
Druga liczba oznacza pokolenie od Linjiego Yixuana.
Trzecia liczba oznacza początek nowej generacji w innym kraju
- 39/29. Huanyou Zhengchuan
  - 40/30. Xuejiao Yuanxin postanowił zrekreować szkołę yunmen
  - 40/30. Tianyin Yuanxiu (1575–1635)
    - 41/31. Ruo’an Tongwen (1604–1655)
    - 41/31. Shanci Tongji (1608–1645)
    - 41/31. Yulin Tongxiu (1614–1675)
      - 42/32. Maoxi Xingsen (1614–1677)
      - 42/32. Baisong Xingfeng (1612–1674)
      - 42/32.
        - 43/33. Meng’an Chaoge (1639–1708)
          - 44/34. Jialing Xingyin (1671–1726)

  - 40/30. Miyun Yuanwu (1566–1642) 12 spadkobierców
    - 41/31. Shiche Tongsheng (1593–1638) 3 spadkobierców
      - 42/32. Xigan Xingyuan (1609–1679)
      - 42/32. Qiyuan Xinggang (1597–1654) mistrzyni chan, 7 spadkobierczyń
        - 43/33. Yikui Chaochen (1625–1679) mistrzyni chan
          - 44/34. Puming (bd) mistrzyni chan
          - 44/34. Fayuan Mingling (bd) mistrzyni chan
          - 44/34. Mingyuan Weiyi (bd) mistrzyni chan
          - 44/34. Xingyuan Mingshen (bd) mistrzyni chan

        - 43/33. Yigong Chaoke (1615–1661) mistrzyni chan
        - 43/33. Yichuan Chaolang (zm. 1656) mistrzyni chan
        - 43/33. Yiyin Chaojian (zm. przed 1666) mistrzyni chan
        - 43/33. Puwen Chaoyuan (bd) mistrzyni chan
        - 43/33. Yiran Chaoshe (bd) mistrzyni chan
        - 43/32. Guding Chaozhen (bd) mistrzyni chan

    - 41/31. Chaozong Tongren (1604–1648)
    - 41/31. Muyun Tongmen (1599–1671)
    - 41/31. Poshan Haiming (1577–1666)
      - 42/32. Zhangrue Tongzui (1610–1693)

    - 41/31. Hanyue Fazang (1573–1635)
      - 42/32. Baochi Jizong (ur. 1606) mistrzyni chan
      - 42/33. Zukui Jifu (bd) mistrzyni chan
      - 42/32. Tanji Hongren (1599–1638)
      - 42/32. Yiqi Hongchu (1605–1672)
      - 42/32. Liu Daozhen (bd)
      - 42/32. Dingmu Hongche (bd)
      - 42/32. Jude Hongli (1600–1667)
        - 43/33. Huishan Jiexian (1610–1672)
        - 43/33. Bo’an Zhengzhi (1599–1676)

    - 41/31. Muchen Daomin (1596–1674)
      - 42/32. Shouzun Yuanzhao (1647–1729)
        - 43/33/1. Wietnam tradycja Nguyên Thiều w ramach szkoły lâm tế (czyli linji)

    - 41/31. Feiyin Tongrong (1593–1661) 64 spadkobierców
      - 42/32. Hanpu Xingcong (1610–1666)
      - 42/32. Baichi Xingyuan (1611–1662)
      - 42/32. Shujian Huihai (bd)
      - 42/32. Gengxin Xingmi (bd)
        - 43/33. Daozhe Chaoyuan (1602–1662) Japonia, Nagasaki.
          - 44/34/1. Bankei Yōtaku (1622–1793) był jego uczniem przez rok, otrzymał nawet inka, ale nie został jego spadkobiercą

      - 42/32. Yinyuan Longqi (1592–1673) szkoła ōbaku
        - 43/33. Yelan Xinggue (1613–1651)
        - 43/33. Yiran Xingrong (1601–1668)
        - 43/33. Huimen Rupei (1615–1664)